# Roscemanno Sanseverino
Roscemanno Sanseverino (né à Campagna en Campanie, Italie, et mort  après le 4 septembre 1128) est un cardinal italien du XIIe siècle. Il est membre des bénédictins de Mont-Cassin.

## Biographie
Le pape Pascal II le crée cardinal lors d'un consistoire en 1106. Gaetani  participe au concile de Guastalla en 1106. Il participe à l'élection du pape Gélase II en 1118, à l'élection de 1119 à Cluny du pape Calixte II et à l'élection de 1124 d'Honoré II. Sanseverino est recteur (gouverneur) de Bénévent.

### Sources
- Fiche du cardinal sur le site fiu.edu